# Annedal, Västerås
Annedal är en  stadsdel i det administrativa bostadsområdet Stohagen-Spantgatan i Västerås. Området är ett bostadsområde som ligger mellan Köpingsvägen och Sjöhagsvägen.
Området avgränsas av Köpingsvägen, Valhallagatan, Stohagsvägen och genom Ragvalds backe tillbaka till Köpingsvägen.
Området gränsar i norr med Köpingsvägen till Hammarby stadshage och Almelund, i sydöst till Vasastaden och Stallhagen och i sydväst till Stohagen.